# Dreef (Ternat)

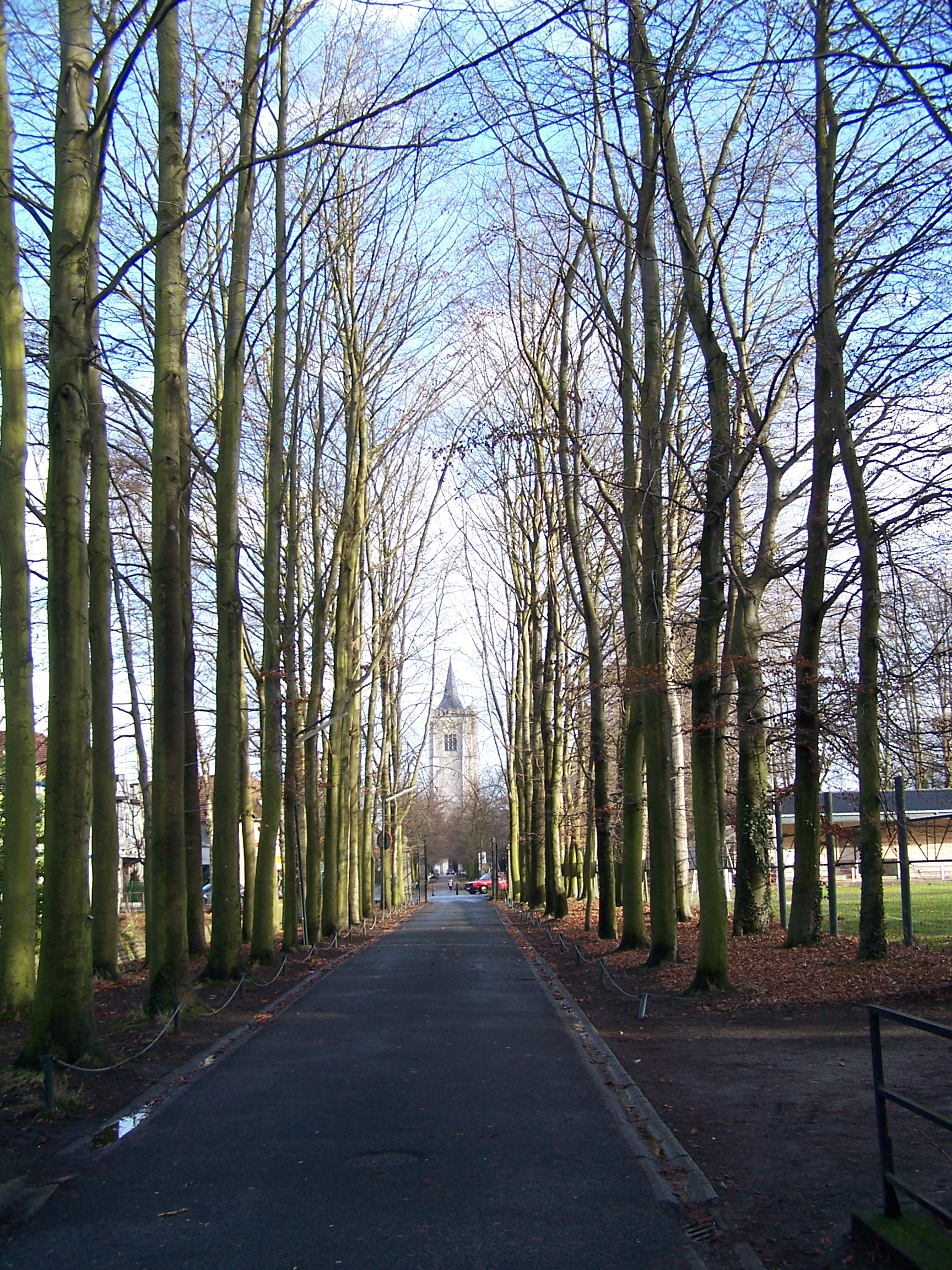
Gezicht op de dreef vanaf het kasteel

De Dreef is een straat in de Belgische plaats Ternat. Het is één van de oudste straten in de gemeente en bij het grote publiek vooral gekend als decor in de VRT-serie Thuis.

## Ontstaansgeschiedenis
De Dreef is een van de oudste straten van Ternat. De eerste vermelding dateert van 1660: een grondruil tussen de kerk en de kasteelheer verwijst naar de dreefaanleg. De dreef vormt de verbinding tussen de Sint-Gertrudiskerk en het Kruikenburgkasteel. Deze twee gebouwen liggen elk aan een uiteinde ervan. Het is dan ook aannemelijk dat deze verbinding even oud is als de kerk en het kasteel. In het midden wordt hij doorgesneden door de — ook zeer oude — Statiestraat, waardoor de dreef uit twee delen bestaat:
1. Het deel van de Statiestraat naar het kasteel maakt deel uit van het kasteelpark. Het park en het kasteel zijn lange tijd privé-eigendom geweest. Dit dreefgedeelte bestond uit 2 dubbele rijen beuken: één dubbele bomenrij langs elke kant van de rijweg. Na de verkoop van het kasteel met het park in 1938 aan de Broeders van de Christelijke Scholen werden de beuken gerooid en vervangen door weerom een dubbele rij bomen.[3] Rechts aan de ingang, net naast de beek, zijn begin 2019 enkele bomen ontworteld, met oeverbeschadiging tot gevolg. Het metselwerk van de beekoever werd dan hersteld, maar enkele bomen ontbreken. Het park is sinds 2008 eigendom van de gemeente Ternat;
2. Het gedeelte tussen de Statiestraat en de kerk — aanvankelijk enkel voor het centrale gedeelte, over een breedte van 4,5 meter — maakt al lang deel uit van de openbare weg. Dit dreefgedeelte bestond uit 4 rijen statige eiken met lange stammen, die een zeer mooie dreef vormden. Die eiken werden gerooid in 1957 na klachten van aangelanden over gevaar door vallende takken en bladeren die in de herfst de regenwaterafvoer belemmeren. De bomen werden bij de heraanleg na 1960 vervangen door 2 enkele rijen rode beuken, na verwerving door de gemeente (aankoop van 16 november 1964) van de zijdelingse stroken die private eigendom waren gebleven. Bij deze heraanleg werden twee geasfalteerde rijstroken, een centrale wandelgang en parkeergelegenheid aangelegd. Zo staat de dreef er nu bij: veel van zijn statigheid is hij helaas verloren, onder meer door slecht snoeiwerk van de in 1960 aangeplante bomen.

## De sociale functie van de Dreef
Zoals elke openbare weg heeft de Dreef (het stuk tussen de Statiestraat en de kerk) een functie als verbindingsweg voor voetgangers, fietsers en het gemotoriseerde verkeer. Maar hij is ook een ontmoetingsplaats met zitbanken voor wandelaars en bewoners. Velen komen er wandelen om hun hond uit te laten. Wegens de charme die uitgaat van de bomenrij met de autovrije wandelgang heeft de Dreef ook een toeristische aantrekkingskracht, met uitzicht op, aan de ene zijde, de westgevel van de kerk met de ingangsdeur en aan de andere zijde een vleugel van het kasteel.
Tijdens de jaarmarkt van Ternat staan er paarden en koeien opgesteld, om mee te dingen naar een prijs. De Dreef is ook het decor voor zeer veel opnames van de succesrijke VRT-televisieserie Thuis.
In een wedstrijd die werd uitgeschreven door het gemeentebestuur van Ternat in 2018, werd de dreef uitgeroepen tot het mooiste plekje van Ternat.

## De dreef als cultureel erfgoed

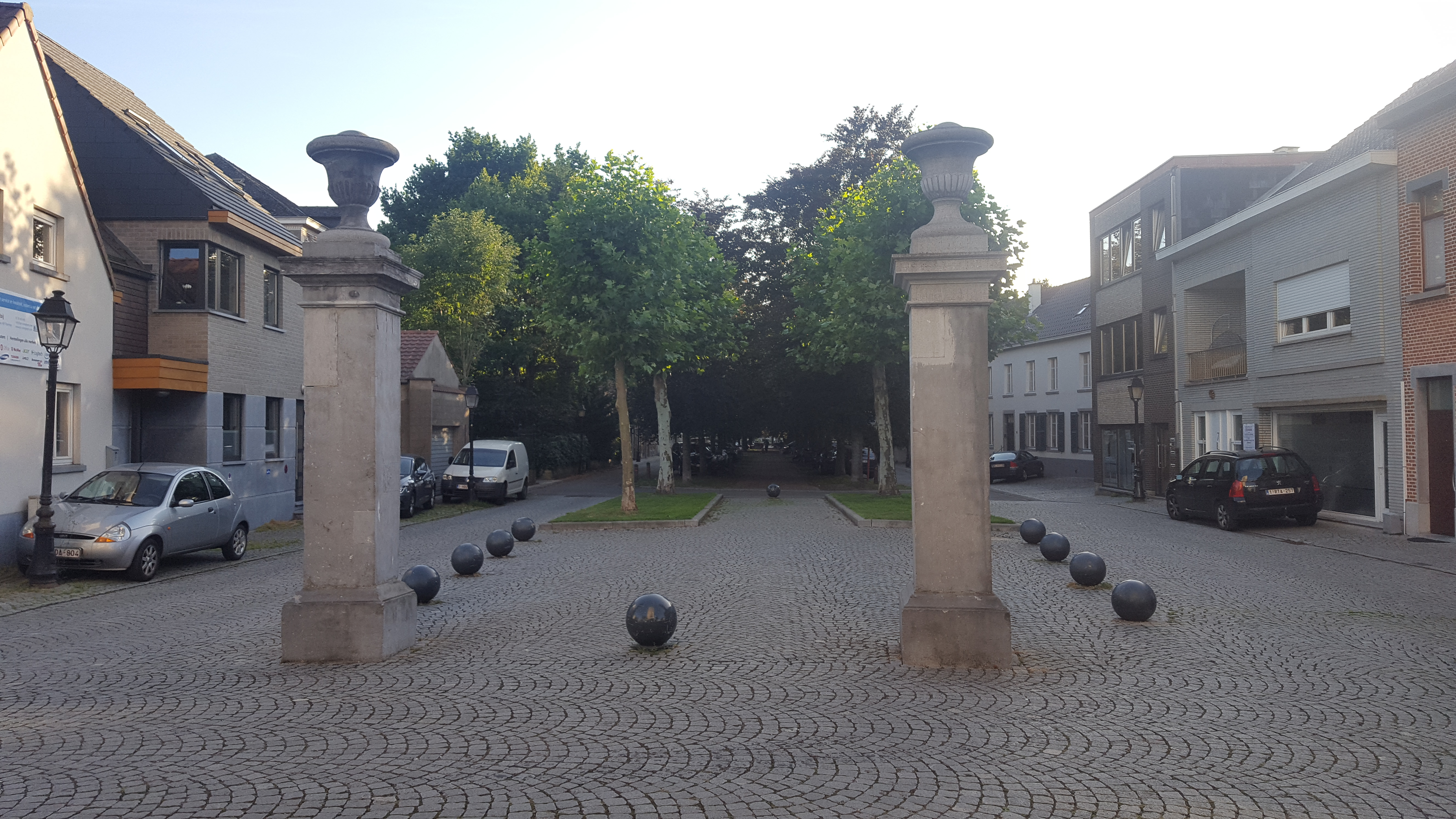
Kant van de kerk

De Dreef vanaf de Statiestraat tot aan de kerk is beschermd als landschap bij besluit van de secretaris-generaal van 14 juli 1943. Het kasteelpark met het andere deel van de Dreef werd pas bij koninklijk besluit van 5 december 1962 beschermd. Het beheersplan voor deze landschappen werd bij Ministerieel Besluit van 20 december 2013 goedgekeurd.
Anders dan bij de meeste dreven bestaat de bebouwing langs deze dreef uit een mengeling van kleine woningen en herenhuizen. Enkele gebouwen in de dreef zijn beschermd als monument (huisnummers 20, 21, 25-27), net zoals de kerk en het Kruikenburgkasteel.